# Benzothiazool
Benzothiazool, een kleurloze vloeistof met een geur vergelijkbaar met die van chinoline, is een heterocyclische aromatische verbinding, gevormd door een thiazoolring gehecht aan een benzeenring.

## Synthese
Benzothiazool wordt gevormd door N,N-dimethylaniline met zwavel te verhitten.

## Toepassingen
Benzothiazool wordt vooral gebruikt voor de synthese van andere verbindingen. Veel benzothiazoolderivaten zijn biologisch actieve stoffen die gebruikt worden in geneesmiddelen, biociden of pesticiden. Ook veel kleurstoffen hebben een structuur gebaseerd op benzothiazool.

2-mercaptobenzothiazool

 De thiol mercaptobenzothiazool is een veel gebruikte vulkanisatieversneller bij de productie van rubber. Mercaptobenzothiazool wordt industrieel echter niet uit benzothiazool bereid maar rechtstreeks door de reactie van aniline, zwavel en koolstofdisulfide.
Benzothiazool zelf wordt, in kleine concentraties (grootteorde 1 ppm) gebruikt als smaakstof in sommige dranken en voedingsmiddelen.